# Mohammad Ishaq al-Fayyad
Großajatollah Scheich Mohammad Ishaq al-Fayyad (arabisch محمد إسحاق الفياض, persisch محمداسحاق فیاض, geb. 1930 in Dschaghori, Provinz Ghazni) ist ein irakischer schiitischer Geistlicher.
Er ist Afghane und lehrt an der Islamisch-Theologischen Hochschule von Nadschaf, zu deren höchsten Autoritäten er zählt.
Mohammad Fayadh war einer der Unterzeichner der Botschaft aus Amman. Er war dabei eine der 24 Persönlichkeiten aus dem Kreise der Ulema, die eine Fatwa (Rechtsgutachten) verfasst haben.
Er hat zahlreiche Bücher über Politik, Fiqh (islamische Rechtsprechung) und Idschtihad (religiöse Nachahmung) geschrieben.